# Louis de Bourbon (1974)
Pour les articles homonymes, voir Louis de Bourbon et Louis XX. Contre-Enquête sur la Monarchie.
Titres
Prétendant légitimiste aux trônes de France et de Navarre
Depuis le 30 janvier 1989
(36 ans, 6 mois et 9 jours)
Héritier du trône de France
(succession légitimiste)
7 février 1984 – 30 janvier 1989
(4 ans, 11 mois et 23 jours)
Louis de Bourbon, né Luis Alfonso de Borbón y Martínez-Bordiú le 25 avril 1974 à Madrid (Espagne), est un membre de l'actuelle branche aînée de la maison capétienne de Bourbon, second fils d'Alphonse de Bourbon, duc d’Anjou et duc de Cadix, et de son épouse Carmen Martínez-Bordiú y Franco.
Descendant direct de Hugues Capet, Saint-Louis, Henri IV et Louis XIV, il est l'aîné des Capétiens et le chef de la maison de Bourbon. De ce fait, il est considéré par les légitimistes comme le successeur légitime des rois de France, selon les lois fondamentales du royaume, sous le nom de « Louis XX ». Dans ce cadre, il porte les pleines armes de France (« d'azur à trois fleurs de lis d'or »). Il porte le titre de courtoisie de duc d'Anjou.

## Biographie

### État civil et nationalité
À sa naissance, Louis de Bourbon est déclaré à l’état civil espagnol comme « S.A.R. don Luis Alfonso de Borbón y Martínez-Bordiú », puis son acte de naissance est transcrit le 16 mars 1994 à l’état civil français au nom de « Louis-Alphonse de Borbon ». Cette qualification espagnole d'altesse royale, accordée à titre héréditaire à son père par le grand-père maternel de sa femme, Francisco Franco, lui est contestée depuis 1987 par la maison royale d'Espagne, quand le roi Juan Carlos a de manière générale restreint à caractère viager les titres « de la maison royale » et les qualifications d'altesse royale portés par « les membres de la famille du roi ». Étant né avant 1987, Louis de Bourbon considère, qu'il reste altesse royale à caractère viager.
Le 7 janvier 1988, l’administration française a délivré à Louis de Bourbon une carte nationale d’identité au nom de « S.A.R. de Bourbon, duc de Bourbon, Louis-Alphonse » (le titre de duc de Bourbon a été remplacé par le titre de duc d'Anjou lors du renouvellement de la carte). Il possède depuis sa naissance la double nationalité : française par son père (né de mère française) et espagnole par ses deux parents.

### Ascendance et enfance
Par son père, il est le descendant direct de Saint-Louis, Henri IV et Louis XIV. Il est l'arrière-petit-fils en ligne masculine du roi d'Espagne Alphonse XIII (qui fut le chef de la maison de Bourbon d'Espagne de 1886 à 1941) — et ainsi le cousin issu de germain du roi Felipe VI — et il descend également de Louis XV, de la reine Victoria, ainsi que de l'empereur Léopold II (mais aussi de Philippe de France, duc d'Orléans, de François Ier, de Philippe le Bel, de Laurent le Magnifique, de Guillaume le Taciturne et de Charles Quint). Par sa mère, il est l'arrière-petit-fils du général Francisco Franco, qui dirigea l’État espagnol de 1939 à 1975 avec le titre de caudillo.
Le 3 mai 1974, Louis de Bourbon est baptisé dans la religion catholique au palais royal du Pardo, près de Madrid ; son parrain est son grand-père paternel, Jaime de Borbón, absent de la cérémonie et représenté par Gonzalo de Borbón (son oncle), et sa marraine son arrière-grand-mère maternelle Carmen Polo, épouse de Francisco Franco.
Louis de Bourbon est considéré par les légitimistes comme « fils de France » à sa naissance, son père étant pour eux le dauphin de France depuis 1941. Le 20 mars 1975, son père devient le prétendant légitimiste ; Louis est titré par celui-ci duc de Touraine le 19 septembre 1981.
Avec la séparation de ses parents (1979) puis leur divorce civil (1983), son frère et lui se voient confiés par les tribunaux à leur père.
Ils suivent leurs études au lycée français de Madrid et font ensemble leur première communion en mai 1983 des mains de l'archevêque de Tolède et primat d'Espagne, Marcelo González Martín.
Le 5 février 1984, revenant de ski avec son père, son aîné et leur gouvernante, ils subissent en Navarre un très grave accident de voiture. Hospitalisés à l'hôpital de Navarre à Pampelune, François de Bourbon meurt le 7 février tandis que Louis, devenant alors pour les légitimistes dauphin de France, demeure dans un semi-coma ; il mettra de nombreuses semaines avant de s'en remettre. Alphonse de Bourbon titre alors son fils Louis, duc de Bourbon, le 27 septembre 1984.
En 1986, le mariage de ses parents est déclaré nul par le tribunal ecclésiastique de la Rote madrilène.
En 1987, à l'occasion du Millénaire capétien, il participe avec son père à des commémorations (une centaine, aux quatre coins de la France), bien que le président François Mitterrand leur préfère leur cousin, le comte de Paris. « À de telles cérémonies, le maire socialiste de Montpellier, le maire modéré de Toulouse, le maire radical de Lyon et bien d'autres ont invité l'aîné des descendants d'Hugues Capet, qui était Alphonse de Bourbon ». L'année suivante, son père fait Louis de Bourbon chevalier du Saint-Esprit.

Alphonse de Bourbon meurt alors tragiquement le 30 janvier 1989 en skiant aux États-Unis (il est blessé au cou par un câble métallique tendu au travers de la piste) ; à 14 ans, Louis de Bourbon devient alors chef de la maison de Bourbon, aîné des Capétiens et le prétendant au trône de France pour les légitimistes, selon les lois fondamentales du royaume de France, sous le nom de Louis XX, et relève le titre de courtoisie paternel de duc d'Anjou dès le 2 février.

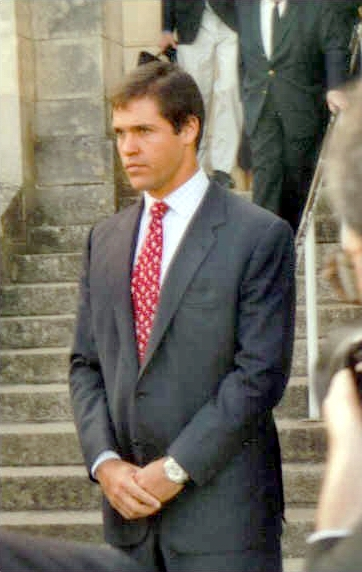
Louis de Bourbon en septembre 2006.

### Études et activités professionnelles
Après son baccalauréat obtenu au lycée français de Madrid, il poursuit des études universitaires en sciences économiques et financières et obtient un master en finances au Collège universitaire d'études financières (CUNEF) de Madrid. Il obtient également une maîtrise en administration des affaires à l'Institut d'études supérieures de commerce, de Madrid.
Il souhaite effectuer son service militaire en France, mais étant binational, il est soumis à la convention intergouvernementale franco-espagnole du 9 avril 1969, publiée par décret en date du 14 août 1970, dont l'article 2 dispose que « Les double-nationaux qui résident dans l'un ou l'autre des deux États sont tenus d'accomplir leurs obligations d'activité du service national dans l'État où ils ont leur résidence habituelle la plus longue pendant les douze mois qui ont précédé la date à laquelle ils ont atteint l'âge de dix-huit ans ». Face au refus des autorités françaises, le duc d'Anjou intègre finalement, comme son père avant lui, l'armée de l’air espagnole le 14 décembre 1998, sur la base d’hélicoptères d'Armilla, où il suit une formation militaire. Il émet ensuite, en vain, le vœu de compléter sa formation par un passage dans la Marine française. Néanmoins, il a, depuis 2017, le grade de capitaine de corvette de la réserve citoyenne de la Marine nationale française.
Il travaille trois ans pour la banque BNP Paribas à Madrid, puis, devient vice-président international de la Banco Occidental de Descuento (BOD) basée à Caracas, au Venezuela.
Il parle couramment plusieurs langues et pratique plusieurs disciplines sportives, dont l'équitation, le polo, le tennis, le golf, le kick-boxing, la course à pied, le hockey sur glace, la natation, la plongée sous-marine et la voile. En outre, il participe régulièrement à des régates. En septembre 2016, à Madrid, il fonde par ailleurs Reto-48, un centre sportif et de remise en forme, avec ses amis Jorge Facha et Sara Álvarez. En 2018, il participe notamment à la course des « 101 km de la Légion » en compagnie de Santiago Abascal, chef du parti d'extrême droite Vox, dont il est proche.

### Mariage et descendance

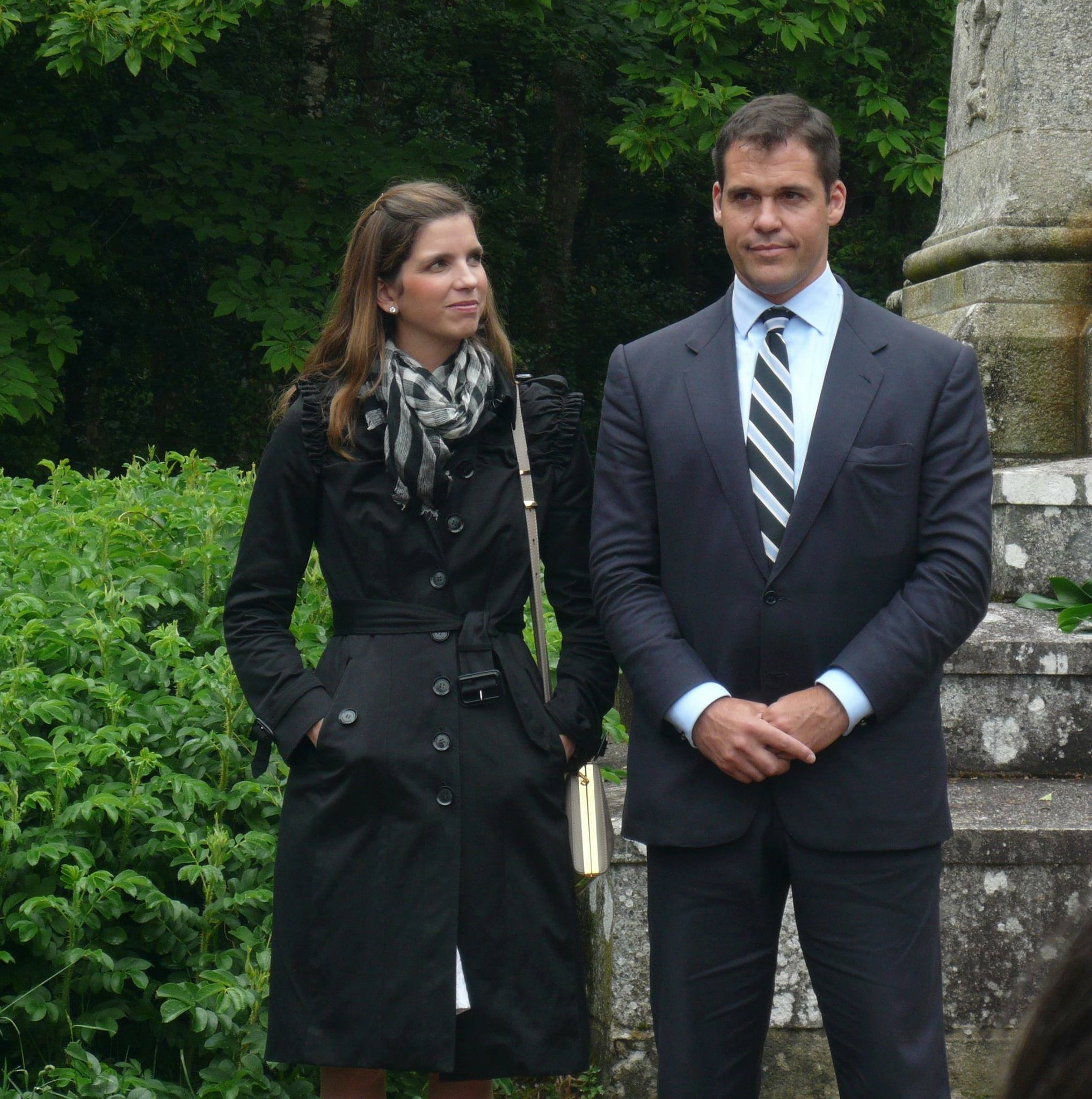
Louis de Bourbon et son épouse la princesse Marie-Marguerite en 2015.

Il épouse civilement, le vendredi 5 novembre 2004 à Caracas (Venezuela), María Margarita Vargas Santaella, la fille du banquier de Hugo Chávez[réf. souhaitée], Víctor Vargas. La cérémonie religieuse a lieu le lendemain, 6 novembre 2004 à 19 h, en l'église Saint-Stanislas-de-Cracovie du village d'Altos de Chavon de la station balnéaire Casa de Campo situé dans la commune de La Romana (République dominicaine). Il porte alors l'uniforme de bailli grand-croix de dévotion de l’ordre souverain de Malte et le grand cordon et la plaque de l’ordre du Saint-Esprit, dont il est de jure le 19e souverain grand-maître (l’ordre du Saint-Esprit est devenu un ordre dynastique en France en 1830). Après avoir vécu à Caracas puis à New York, il s'installe avec son épouse à Madrid.
De cette union sont nés :
1. Eugénie de Bourbon (née le 5 mars 2007 à Miami, États-Unis), Madame Royale, baptisée le samedi 2 juin 2007 par le nonce apostolique en France, Fortunato Baldelli (depuis cardinal), à la nonciature apostolique de Paris ;
2. Louis de Bourbon (né le 28 mai 2010 à New York, États-Unis), Dauphin de France, titré duc de Bourgogne ;
3. Alphonse de Bourbon (né le 28 mai 2010 à New York, États-Unis), son frère jumeau, titré duc de Berry, ils sont baptisés le 5 septembre 2010 au Vatican, en la basilique Saint-Pierre par le cardinal Angelo Comastri, vicaire général du pape Benoît XVI ;
4. Henri de Bourbon (né le 1er février 2019 à New York, États-Unis), titré duc de Touraine[26].

## Prétendant légitimiste au trône de France et chef de la maison de Bourbon

### Actions en qualité de chef de la maison de Bourbon

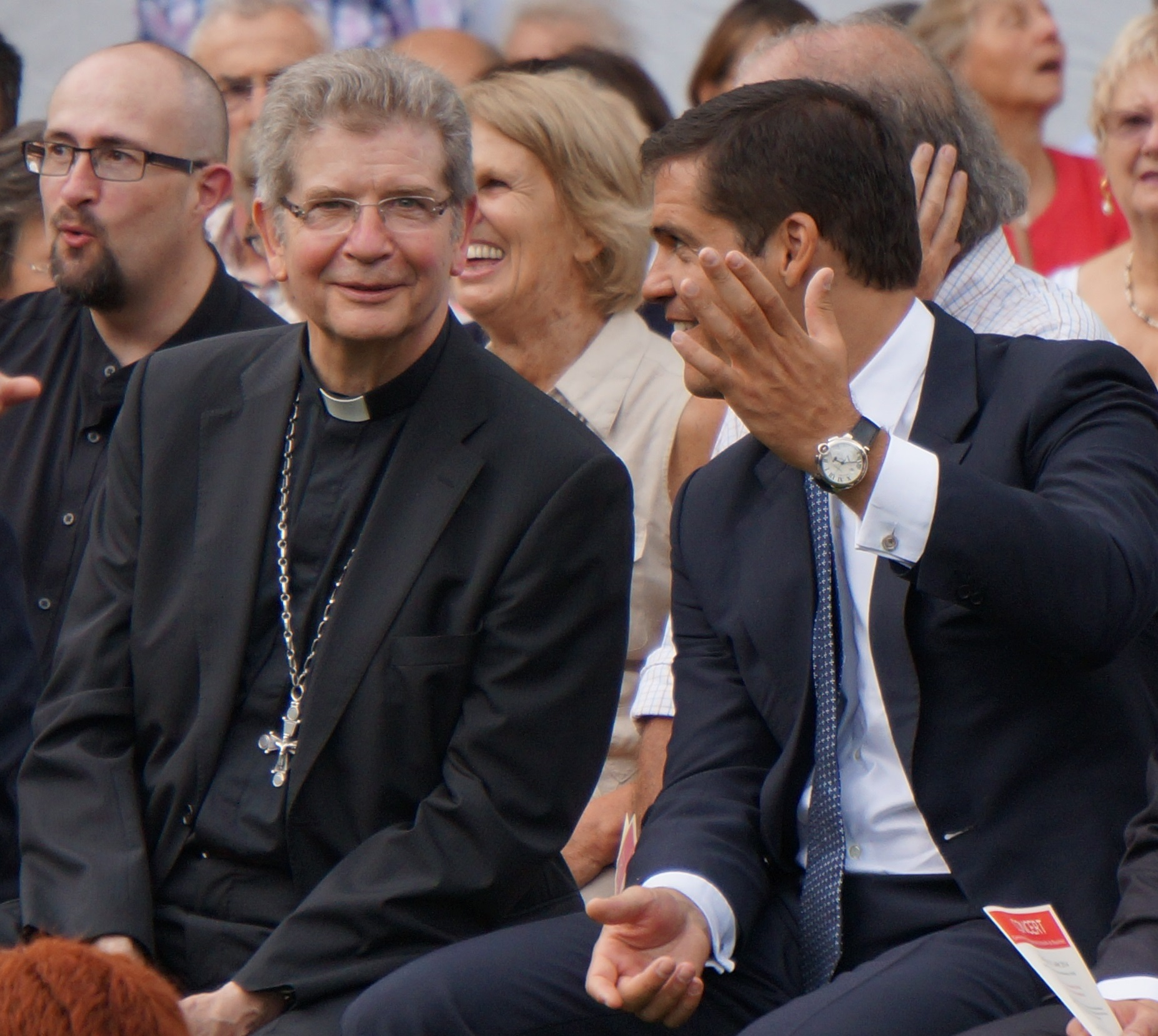
Louis de Bourbon et Laurent Ulrich, archevêque de Lille, lors du 800e anniversaire de la bataille de Bouvines.

Depuis la mort de son père survenue le 30 janvier 1989, il est l'aîné des Capétiens, et le chef de la maison de Bourbon. De ce fait, il est considéré par les légitimistes comme le successeur des rois de France selon les lois fondamentales du royaume, sous le nom de « Louis XX ». À cet égard, il affirme régulièrement ne pas être prétendant au trône de France mais successeur légitime, précisant qu'il est disponible si les Français devaient faire appel à lui.
Il relève le titre de duc d’Anjou de ses père et grand-père dès le 2 février 1989.
Le 25 août 1992, Louis de Bourbon est fait citoyen d'honneur de la ville d'Aigues-Mortes par le maire de la commune, René Jeannot.
Depuis le 16 juin 1994, il est membre titulaire de la Société des Cincinnati de France, où il représente Louis XVI qui par son aide militaire avait permis l’indépendance des États-Unis ; il est en effet, conformément aux statuts de cette société, l’aîné des collatéraux en ligne masculine du roi, à défaut de descendance mâle subsistante.
À l'occasion du vingtième anniversaire de la mort de son père, le 30 janvier 2009, il déclare : « Comme le disait mon père, je ne prétends à rien, je suis le chef de la maison de Bourbon en tant qu'aîné des Capétiens et des descendants de nos rois ».
En décembre 2010, il collabore avec le président Nicolas Sarkozy pour la réinhumation de la tête du roi Henri IV dans la nécropole royale de la basilique Saint-Denis. Selon Jean-Pierre Babelon, Nicolas Sarkozy prévoit initialement une cérémonie pour mai 2012. Cependant, la controverse autour de la relique et la campagne présidentielle repoussent la date de la célébration et le projet est ensuite abandonné par François Hollande.
Le 17 mai 2014, il est présent lors de la procession en l'honneur de Saint Louis organisée à Paris par l'association Oriflammes, de l'église Saint-Eugène-Sainte-Cécile (Paris 9e) à la cathédrale Notre-Dame de Paris.
Le 25 août 2014, il se voit remettre les clés de la ville de Saint-Louis, au Missouri.
Le 8 octobre 2016, il assiste à la mise en place d'une plaque commémorative de l'ensemble des rois sacrés à la cathédrale Notre-Dame de Reims en présence de Thierry Jordan, archevêque de Reims, et du maire de la ville, Arnaud Robinet, pour fêter les 1 200 ans du premier sacre.
En 2021, il a participé à la fondation d'une entreprise de recyclage active en Afrique afin d'assainir la planète. À partir de 2021, Louis de Bourbon préside le comité de soutien de la soirée caritative La Nuit du Bien Commun.
Le 2 septembre 2023, Louis de Bourbon assiste avec sa famille aux commémorations de la venue de la duchesse d'Angoulême en Vendée, organisées au Mont des Alouettes par l'association du Jubilé de la Vendée. Après la messe célébrée en la mémoire des combattants tombés durant les guerres de Vendée, il prononce un discours particulièrement applaudi dans lequel il invite notamment la France et les Français à renouer avec l'esprit de fidélité des Vendéens, prêts à tous les sacrifices pour défendre leurs coutumes et leurs traditions,,.

### Prises de position

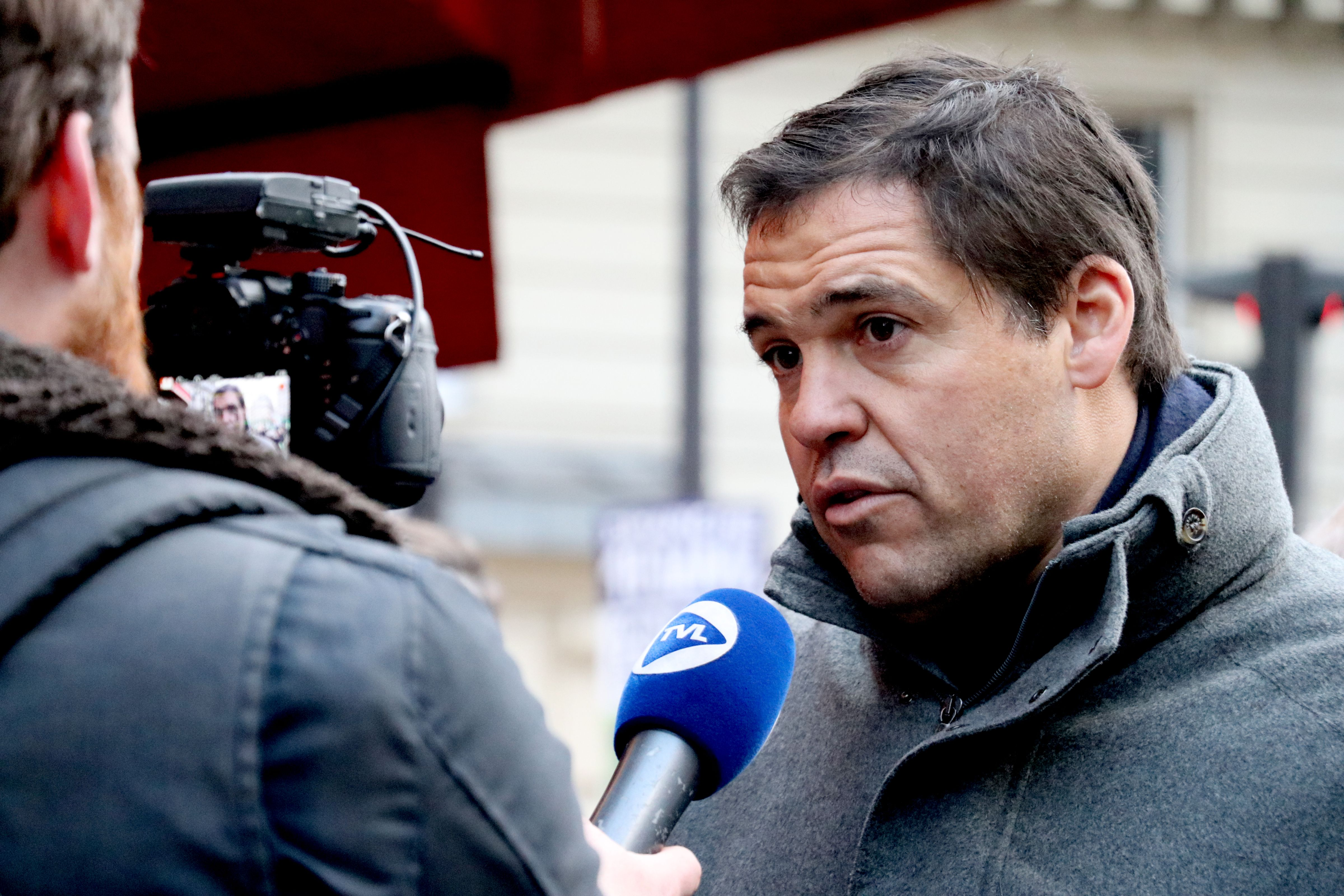
Louis de Bourbon interrogé par TV Libertés en marge d'une manifestation de La Manif pour tous, le 19 janvier 2020.

Dans un entretien à Paris Match le 13 juin 2010, Louis de Bourbon déclare être monarchiste, « mais pas antirépublicain », et favorable à « une monarchie constitutionnelle à l'espagnole, avec un roi qui fait office d’autorité morale, d'ambassadeur de son pays à l'étranger, garant de l’unité du pays, rappel de l’Histoire ».
Dans le même entretien, il prend la défense de la mémoire du général Franco : « C’est mon arrière-grand-père. Ma grand-mère maternelle, dont j'étais très proche, était sa fille unique. Le gouvernement espagnol actuel fait tout pour effacer son héritage. On abat des statues, on rebaptise des rues, et c'est regrettable. Franco a créé la classe moyenne en Espagne, il a créé des forêts, des lacs et des routes, il a empêché que le pays n'entre dans la guerre et que le communisme s’installe. Évidemment il y a eu la guerre civile, mais il ne l'a pas voulue. Il ne faut pas gommer l'Histoire. » Il a exprimé un point de vue similaire à de nombreuses reprises, notamment à l'occasion du transfert du cercueil du général Franco en octobre 2019 alors que le président du gouvernement espagnol Pedro Sánchez cherche à faire retirer le corps de Francisco Franco du monument de la Valle de los Caídos. Il s'oppose à cette décision, prenant la présidence d'honneur de la fondation nationale Francisco Franco. Il déclare : « Quand on attaque Franco, on attaque les miens, plus de la moitié de l'Espagne, la monarchie et l'Église qu'il protégea ». Le 24 octobre 2019, il est l'une des personnes à porter le cercueil lors de l'exhumation de l'ancien dictateur espagnol avant son transfert aux environs de Madrid, au cimetière de Mingorrubio, dans le quartier du Pardo.
Le 8 janvier 2013, il s'investit dans le débat politique français en s'exprimant publiquement contre le projet de loi introduisant le mariage homosexuel en France. Il réitère son opposition au mariage homosexuel et à l'homoparentalité en France dans un entretien accordé au Mouvement catholique des familles en décembre 2013.
Le 25 janvier 2014, au terme d'une cérémonie d'hommage au roi Louis XVI, tenue en la chapelle expiatoire, il prononce un discours où il déclare son soutien au projet de loi restreignant la pratique de l'avortement en Espagne, qu'il salue comme un changement législatif majeur.

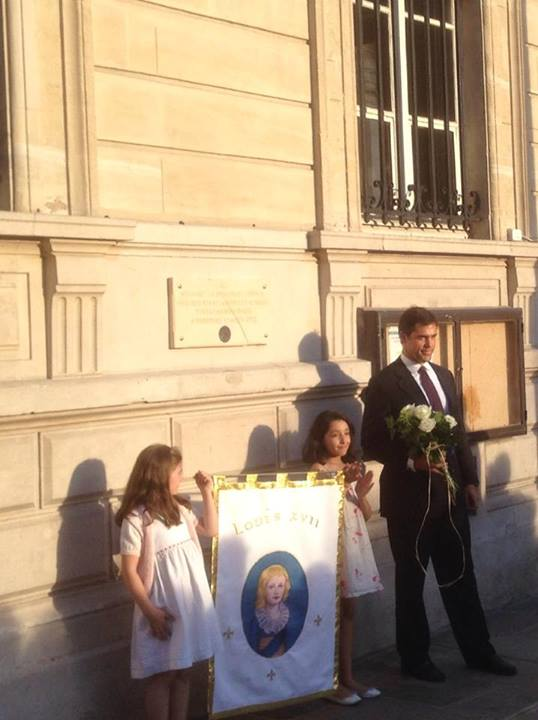
Cérémonie d'hommage à Louis XVII par Louis de Bourbon en 2014.

Le 1er avril 2016, présent à Argenteuil pour l'ostension de la Sainte Tunique, il condamne le laïcisme qui « fait reculer l'esprit d’unité que représente la foi ».
Le 25 août 2016, il réaffirme encore son attachement à l'identité chrétienne de la France, déclarant notamment que « nourrie de bonnes intentions comme le prétendent ses partisans, la laïcité républicaine n’en est pas moins un leurre. Elle nous coupe en réalité de nos racines séculaires et le vide idéologique laisse la place à toutes les idéologies mortifères ». Le 8 mai précédent, il avait déjà affirmé au cours de la cérémonie de réinstallation de la statue de saint Louis dans la collégiale de Poissy « qu’en France la foi et l’attachement aux valeurs chrétiennes sont les meilleurs fondements de la vie publique ».
Le 18 février 2017, en visite au couvent de Kostanjevica, il s'oppose au rapatriement des dépouilles des derniers Bourbons, afin de respecter leurs dernières volontés. En 2016, une association appelée « Pour le retour à Saint-Denis de Charles X et des derniers Bourbons » avait appelé le gouvernement français à engager des négociations avec la Slovénie en vue d'un transfert de leurs corps à la nécropole royale de Saint-Denis.

Le 7 décembre 2018, à l'occasion du mouvement des Gilets jaunes, Louis de Bourbon exprime sa « solidarité » au « peuple de France qui se dresse pour défendre son mode de vie et sa dignité » et sa « profonde compassion pour ceux qui souffrent, dénués de ressources, écrasés de charges, humiliés et privés d'Espérance, et qui n'ont d'autre moyen d'expression que de se lever comme un seul homme pour manifester leur déception, leur angoisse et leur colère ».

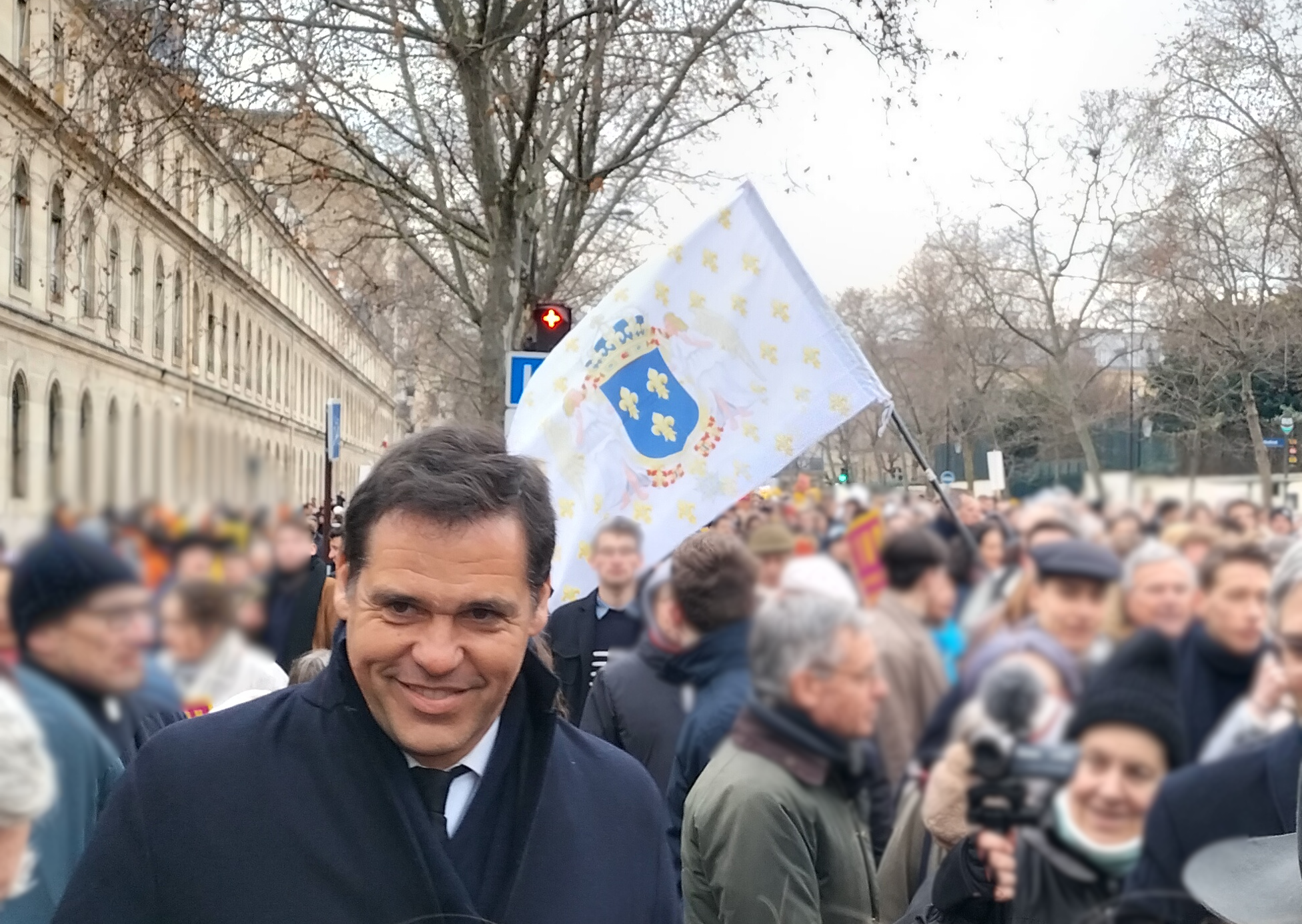
Louis de Bourbon lors de la marche pour la vie à Paris le 22 janvier 2023

Le 27 janvier 2024, il apporte son soutien aux agriculteurs qui manifestent pour protester contre leurs conditions de travail et la baisse de leurs revenus.
Le 29 juillet 2024, il déclare regretter une partie de la cérémonie d’ouverture des jeux olympiques d’été qui lui semble dévier des principes fondateurs des jeux et de l’élévation traditionnelle attendue en raillant une part de l’héritage séculaire de la France, constatant que « certains se sont plu à distiller un contenu idéologique mortifère et abject. S’éloignant du projet initial des Jeux olympiques de rassembler et d’unir les peuples dans un climat respectueux et à portée de tous, des petits comme des grands, des scènes ont été volontairement offensantes et provocantes. Une fois de plus, le régime actuel a montré son vrai visage, profondément antichrétien, oublieux du long passé de la France dont la monarchie chrétienne fait partie, et désireux de mettre au pinacle des époques troubles où ne régnaient que la terreur et la division »,.

### Querelle dynastique
Les orléanistes contestent le droit de Louis de Bourbon de monter sur le trône de France car son ancêtre Philippe V a décidé en 1713, pour lui et ses descendants, de renoncer à ses droits sur la couronne de France afin de pouvoir régner sur l’Espagne, dans le cadre des traités d’Utrecht. Pour les orléanistes, cette renonciation aurait valeur juridique en droit interne français et s’imposerait donc à ses descendants. En conséquences, Louis de Bourbon, héritier de cette ligne espagnole, serait donc, selon eux, exclu de la succession française. Pour les légitimistes, ces renonciations seraient nulles car le roi ne peut pas renoncer à ses droits ni modifier l’ordre de succession au trône, la couronne étant indisponible. D’ailleurs, Philippe V lui-même tenait pour nulle cette renonciation signée sous la pression étrangère. En effet, il a indiqué au Parlement de Paris le 9 novembre 1728 : « mon intention, Messieurs, est de vous manifester que si, ce qu'à Dieu ne plaise, le Roi Louis XV, mon très cher frère et neveu, venait à décéder sans laisser de successeur issu de lui, je prétends jouir du droit que ma naissance me donne de lui succéder à la Couronne de France à laquelle je n'ai jamais pu valablement renoncer... Dès que j'apprendrai la mort du Roi de France... je partirai pour venir prendre possession du trône des rois, mes pères ».
Par ailleurs, les orléanistes évoquent un vice de pérégrénité mis en exergue par l’arrêt Lemaistre disposant que seul un prince français peut régner en France. Ils en déduisent que Louis de Bourbon serait exclu de l’ordre de succession au trône car il est de nationalité espagnole. Les légitimistes réfutent cette interprétation, soulignant qu’il est français par le sang, la notion de nationalité ayant évolué au cours du temps. 

### Port des armes pleines de France

Écu des rois de France.

En 1987, Henri d'Orléans, comte de Clermont et fils aîné du comte de Paris, a engagé une action judiciaire, afin de faire interdire à Alphonse de Bourbon (1936-1989), alors chef de la branche aînée de la maison de Bourbon, de porter les armes pleines de France, arguant que les Bourbon se servaient d'un « symbole de la France » à son préjudice.
Cependant, Henri d'Orléans a été débouté de sa demande par décision du Tribunal de grande instance de Paris du 21 décembre 1988.
Les précautions prises du tribunal de Paris sont les suivantes :
- le tribunal rappelle que les armoiries en question ne sont plus que des emblèmes privés et non un symbole de la France, comme les qualifiait le conseil d'Henri d'Orléans ;
- le tribunal se reconnaît compétent sur le litige héraldique ;
- le tribunal précise qu'il n'a pas compétence, en revanche, pour arbitrer la querelle dynastique : « Attendu qu'il n'appartient pas à une juridiction de la République d'arbitrer la rivalité dynastique qui sous-tend en réalité cette querelle héraldique ». Les armoiries étant des accessoires du nom de famille en droit civil français, un tribunal de la France républicaine est habilité à juger d'une usurpation de cet accessoire mais il ne l'est pas pour trancher la querelle dynastique.

Le tribunal de Paris reconnaît :
- l'appartenance de ces armes à la maison de Bourbon (pas seulement aux aînés mais à toute la famille[64]) et qu'au sein de cette maison, les princes de la maison d'Orléans forment la branche cadette des Bourbon ;
- que, selon les anciennes coutumes, l'usage de ces armes était réservé aux aînés, alors que les cadets devaient y ajouter une brisure ;
- que les Bourbons d'Espagne les ont portées pleines (sans brisure) depuis la fin du XIXe siècle, sans que les Orléans ne protestent ;
- que le premier comte de Paris en a fait de même et au même moment, à la suite du décès du comte de Chambord ;
- qu'Henri d'Orléans n'a pu apporter la preuve qu'il ait subi un préjudice.

Louis de Bourbon est donc en droit de porter les armes pleines de France. Les Orléans demeurent cependant libres de porter les armes sans lambel, puisque les armoiries appartiennent à toute la famille.
Cette décision sera confirmée par la cour d'appel de Paris le 22 novembre 1989 (appel auprès du Tribunal de grande instance de Paris le 21 décembre 1988 ; D.90, I.R. 4 ; JCP 90.II.21460 ; GP 8 mars 1990).
Le 21 décembre 1988, le tribunal de grande instance de Paris, en sa première chambre, juge irrecevable la demande de Henri d'Orléans, de faire interdire à Louis de Bourbon et son père Alphonse l'usage du titre de duc d'Anjou et le port des pleines armes de France :

« Sur la question du titre, le tribunal a décidé que M. d’Orléans, ne justifiant d’aucune collation au titre de duc d’Anjou à un de ses ancêtres, de sa transmission et de son investiture, était irrecevable à agir en usurpation de titre.

Sur la question des armoiries, le tribunal a rappelé qu’elles sont un accessoire du nom, qu’elles en sont indissociables et que, selon la coutume, les aînés portent les armes pleines. »

Henri d'Orléans fait appel le 17 janvier 1989, suivi le 24 janvier par Sixte-Henri de Bourbon-Parme ; le duc de Castro, également partie, ne les imite pas.
Après la mort d'Alphonse de Bourbon le 30 janvier 1989, Henri d'Orléans demande une reprise d'instance (contre son père défunt) et assigne sa mère (et administrateur légal) en intervention forcée, le 22 mars, afin de faire prononcer contre le fils les interdictions demandées en première instance contre le père ; ses conclusions complémentaires sont signifiées le 24 août 1989. Elles sont de nouveau jugées irrecevables. En effet, « le demandeur en usurpation de titre n'est recevable à agir qu'à la condition d'être investi du titre qu'il prétend être usurpé à son détriment. […] D'évidence, le titre de duc d'Anjou ne peut plus être porté aujourd'hui que comme titre de courtoisie. Nul prince ne peut plus se prévaloir d'une investiture originaire par l'autorité souveraine » (Jean Foyer).
Moins d'une décennie plus tard, dans une affaire qui ne concernait cette fois que les Orléans (vente publique d'objets mobiliers) et non la branche ainée des Bourbon, la Cour de cassation n'a pas cru utile de prendre les mêmes précautions de forme que le tribunal de grande instance de Paris concernant la « querelle de succession » : dans son arrêt du 29 mars 1995, la juridiction suprême parle ainsi du « comte de Paris » et de « la succession de Jean III, duc de Guise, chef de la maison de France », désignant Jean d'Orléans et son fils par leur titre de courtoisie, sans naturellement que cela entraîne une reconnaissance juridique de ces titres par la cour, s'agissant de titres non authentifiables par le Sceau de France, et ne pouvant donc bénéficier d'un arrêté d'investiture par le ministère de la Justice.

## Décorations

### Ordres dynastiques français
En qualité de chef de la maison de Bourbon et prétendant légitimiste au trône de France, Louis de Bourbon revendique la grande maîtrise des ordres dynastiques traditionnels. Cette position est disputée par le comte de Paris, prétendant orléaniste au trône de France, qui la revendique également.
- Légitimisme

| Ordre du Saint-Esprit | 18e grand-maître de l'ordre du Saint-Esprit (1989) (disputé)                   |
| Ordre de Saint-Michel | 26e grand-maître de l'ordre de Saint-Michel (1989) (disputé)                   |
| Ordre de Sainte-Louis | 16e grand-maître de l'ordre royal et militaire de Saint-Louis (1989) (disputé) |
|                       | Grand-maître de l'ordre du Lys (1989)                                          |

### Décorations étrangères
Ordre souverain de Malte
- Bailli grand-croix d’honneur et dévotion de l’ordre souverain de Malte (reçu à Versailles le 24 juin 2000)

 Vatican
- Chevalier grand-croix de l'ordre équestre du Saint-Sépulcre de Jérusalem (reçu le 28 septembre 2024 dans la lieutenance d'Espagne)[70]

 États-Unis
- Membre de l'ordre de Cincinnatus (États-Unis, 16 juin 1994)[71]

## Titulature

### En Espagne
Louis-Alphonse de Bourbon n'est détenteur d'aucun titre accordé par le royaume d'Espagne depuis sa naissance. Cependant, il existe une controverse dans la titulature qu'il est autorisé à porter.

#### Selon Louis-Alphonse de Bourbon
- depuis le 25 avril 1974 : Son Altesse Royale don Luis Alfonso de Borbón y Martínez-Bordiú (interprétation du décret no 3 226 du 22 novembre 1972).

#### Selon la loi espagnole
- 25 avril 1974 - 6 novembre 1987: Son Altesse Royale don Luis Alfonso de Borbón y Martínez-Bordiú ;
- depuis le 6 novembre 1987 : Son Excellence don Luis Alfonso de Borbón y Martínez-Bordiú (interprétation du décret no 3 226 du 22 novembre 1972 et du décret royal no 1 368 du 6 novembre 1987).

Le décret no 3 226 du 22 novembre 1972 du général Franco donne à Alphonse de Bourbon le titre de duc de Cadix, avec la qualification d'altesse royale, et transmet à « son épouse et [à leurs] descendants directs » ce titre (l'épouse devient duchesse de Cadix) et cette qualification. La controverse réside dans la question de la transmission aux enfants et si cette transmission intervient du vivant d'Alphonse de Bourbon ou après sa mort, que ce soit pour le titre de duc de Cadix comme pour la qualification d'altesse royale.
Le décret royal no 1 368 du 6 novembre 1987 de Juan Carlos Ier restreint à caractère viager les titres de la maison royale et les qualifications d'altesse royale portés par « les membres de la famille du roi don Juan Carlos Ier de Bourbon ». Louis de Bourbon affirme qu'étant né altesse royale, avant le décret de 1987, il conserve donc cette distinction à caractère viager.

### En France
Les titres portés par les membres de la maison de Bourbon n'ont pas d'existence juridique en France et sont considérés comme des titres de courtoisie. Ils sont attribués par le chef de maison. Aîné des descendants de Louis XIV, Louis de Bourbon a porté ou porte les titres suivants :
- 25 avril 1974 – 19 septembre 1981 : Son Altesse Royale Louis de Bourbon, fils de France ;
- 19 septembre 1981 – 7 février 1984 : Son Altesse Royale le duc de Touraine ;
- 7 février 1984 – 27 septembre 1984 : Son Altesse Royale le dauphin de France[N 4], duc de Touraine ;
- 27 septembre 1984 – 30 janvier 1989 : Son Altesse Royale le dauphin de France[N 4], duc de Bourbon ;
- 30 janvier 1989 – 2 février 1989 : Son Altesse Royale le duc de Bourbon ;
- depuis le 2 février 1989 : Son Altesse Royale le duc d'Anjou.

En raison de sa position de chef de la maison de Bourbon et d'aîné des Capétiens, Louis de Bourbon est considéré comme de facto le chef de la maison royale de France par les royalistes français légitimistes. Selon ces derniers, cette position fait de lui l'actuel roi titulaire de France.